# 都柏林伯爵
都柏林伯爵（英语：Earl of Dublin），2次作为爱尔兰贵族爵位和1次作为联合王国貴族爵位。最后一次授予王室成员，是在1849年作为附属头衔授予威尔士亲王阿尔伯特·爱德华王子。在1901年维多利亚女王逝世后，阿尔伯特·爱德华王子继位后并入王位。现今因爱尔兰独立。此头衔实际上已经废弃。都柏林作为爱尔兰的首都，拥有很重要的意义，也是少数授予王室成员的爱尔兰贵族头衔。

## 历史
都柏林伯爵爵位在1766年10月22日首次作为坎伯兰和斯特拉森公爵的附属爵位由乔治三世授予给他的弟弟亨利·弗雷德里克王子。1790年9月18日因亨利王子死后无嗣，此爵位绝嗣。1799年4月24日，第二次作为肯特和斯特拉森公爵的附属爵位授予乔治三世的第四子，32岁的爱德华·奥古斯都王子。1820年1月23日，因爱德华·奥古斯都王子只有一个女儿即后来的维多利亚女王，因此爵位在其死后绝嗣。爵位最后一次被授予是作为联合王国貴族爵位由维多利亚女王授予长子威尔士亲王阿尔伯特·爱德华王子。1901年，维多利亚女王逝世。长子阿尔伯特·爱德华王子继位后，所有其王子头衔并入王位。
但现今因爱尔兰独立。此头衔如同圣帕特里克勋章一样实际上已经废弃，能够授予但不再授予。